# Amaurosi fugace
L'amaurosi fugace (dal greco ἀμαύρωσις, amàyrōsis, «oscuramento»), altrimenti detta cecità monoculare transitoria, è un disturbo riguardante la vista, per il quale temporaneamente si perde l'uso della vista a un occhio. 
Tale anomalia nell'individuo è dovuta di solito a una forma di embolia retinica oppure a una grave stenosi della carotide omolaterale; inoltre può presentarsi in condizioni come l'attacco ischemico transitorio (TIA) con reliquati. Se l'occlusione persiste la retina assume color bianco latte, con fovea rosso scuro.

## Sintomatologia
La persona affetta da amaurosi fugace può elencare i sintomi dell'insufficienza carotidea ma anche dell'embolia. Questo perché la persona non conoscendo l'apparato visivo riferisce fra i sintomi nell'anamnesi, come se il tutto provenisse da uno dei due occhi mentre in realtà il disturbo parte nell'emicampo destro o sinistro di entrambi gli occhi. Inoltre vi possono essere diplopia, vertigine, intorpidimento ipostenia.

## Eziologia
L'interruzione della corrente sanguigna alla corteccia visiva porta a improvvisi disturbi alla vista, offuscamento, lampi continui di luce, e altri che possono portare la persona afflitta a un'errata interpretazione degli stessi.

## Terapia
Si ricorre alla somministrazione di farmaci quale la nifedipina o similari.